# Guerriero (araldica)
Guerriero è un termine utilizzato in araldica per indicare un armigero appiedato.

Guerriero medioevale armato (stemma di Alberobello)
Guerriero armato (Kriegsfeld, Germania)
Guerriero armato (Zwiesel, Germania)
Guerriero armato (Emmendingen, Germania)